# Stazione di Shioiri
La stazione di Shioiri (汐入駅) è una stazione ferroviaria giapponese di Yokosuka, città della prefettura di Kanagawa. È servita dalla linea principale delle Ferrovie Keikyū.

## Linee
- Ferrovie Keikyū
- Linea Keikyū principale

## Struttura
La stazione è costituita da due marciapiedi laterali che possono accogliere treni fino a 8 carrozze.
| 1 | ●Linea Keikyū principale | per Yokosuka-Chūō, Uraga e Misaki-Sanguchi                    |
| 2 | ●Linea Keikyū principale | per Yokohama, per Haneda Aeroporto, Shinagawa e linea Asakusa |

## Stazioni adiacenti
| ←                       | Servizio                             | →                       |
| Linea Keikyū principale | Linea Keikyū principale              | Linea Keikyū principale |
| ----------------------- | ------------------------------------ | ----------------------- |
| Hemi                    | ●Local                               | Yokosuka-Chūō           |
| Oppama                  | ●Espresso Limitato Rapido viola      | Yokosuka-Chūō           |
| Transito                | ●Esp. Lim. Rapido verde ●Keikyū Wing | Transito                |